# Liste der Naturdenkmale in Rheda-Wiedenbrück
Die Liste der Naturdenkmale in Rheda-Wiedenbrück nennt die im Gebiet der Stadt Rheda-Wiedenbrück im Kreis Gütersloh in Nordrhein-Westfalen ausgewiesenen Naturdenkmale.

## Naturdenkmale
| Bild | Nr. | Bezeichnung | Lage                                        | Position                    | Beschreibung |
| ---- | --- | ----------- | ------------------------------------------- | --------------------------- | ------------ |
|      | A14 | Stieleiche  | zwischen Karl-Thiel-Straße/Raiffeisenallee? | 51° 51′ 34″ N, 8° 18′ 50″ O |              |
|      | A15 | Teich       | Haus Wiek                                   | 51° 49′ 55″ N, 8° 16′ 26″ O |              |
|      | A16 | Stieleiche  |                                             | 51° 49′ 40″ N, 8° 15′ 35″ O |              |
|      | B5  | Eibe        | Rheda, Steinweg 2                           | 51° 51′ 6″ N, 8° 17′ 33″ O  |              |